# 地雷

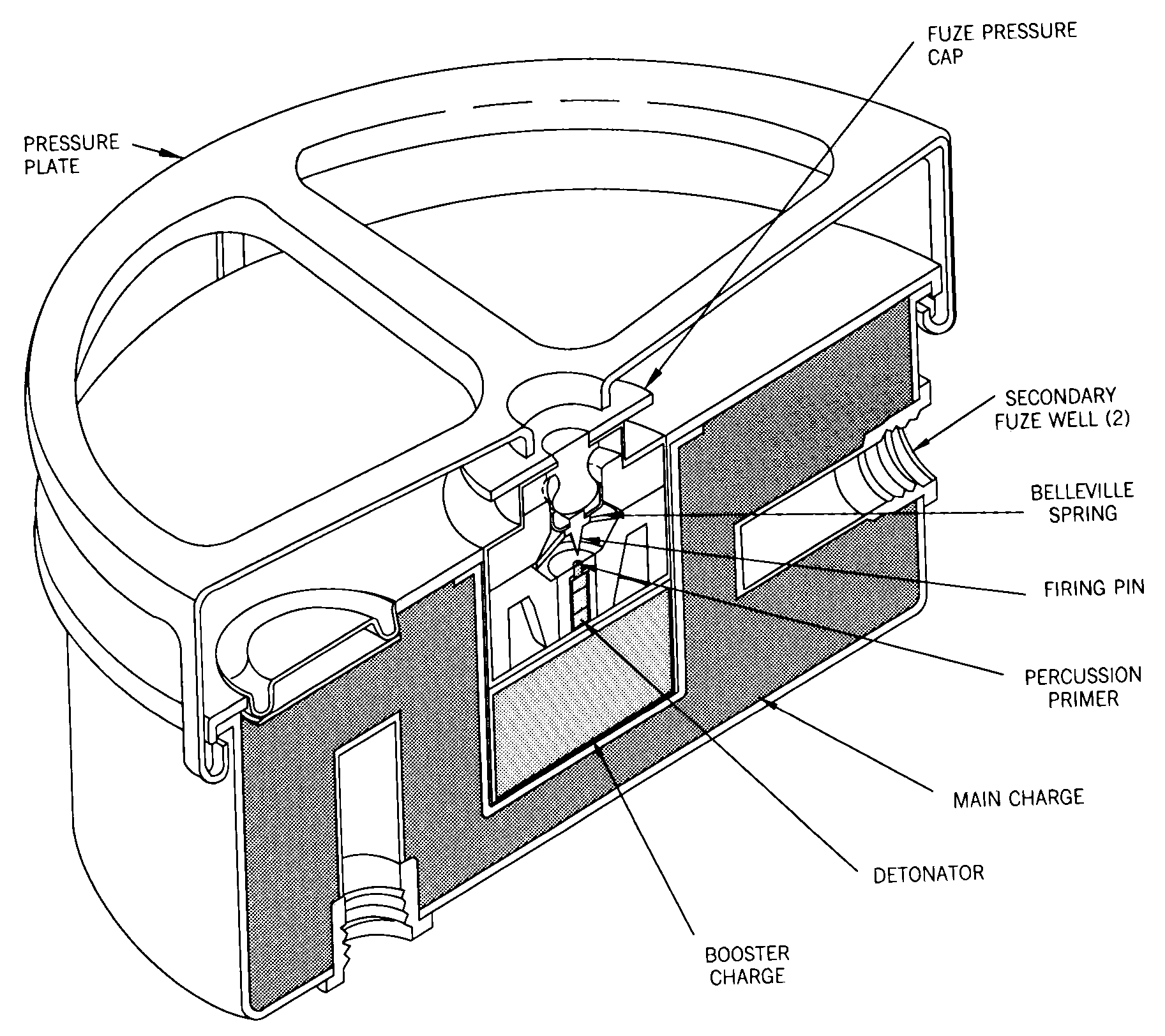
常見地雷剖面圖

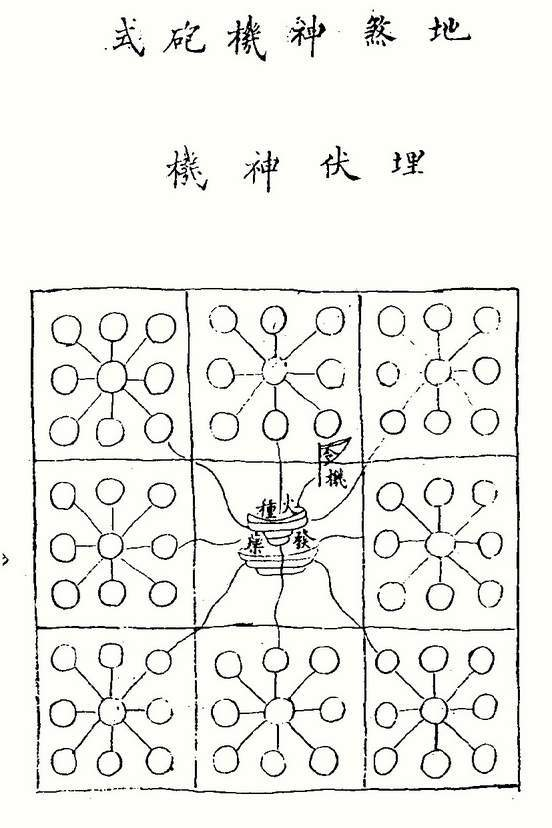
明朝火龍神器陣法記載的地雷陣

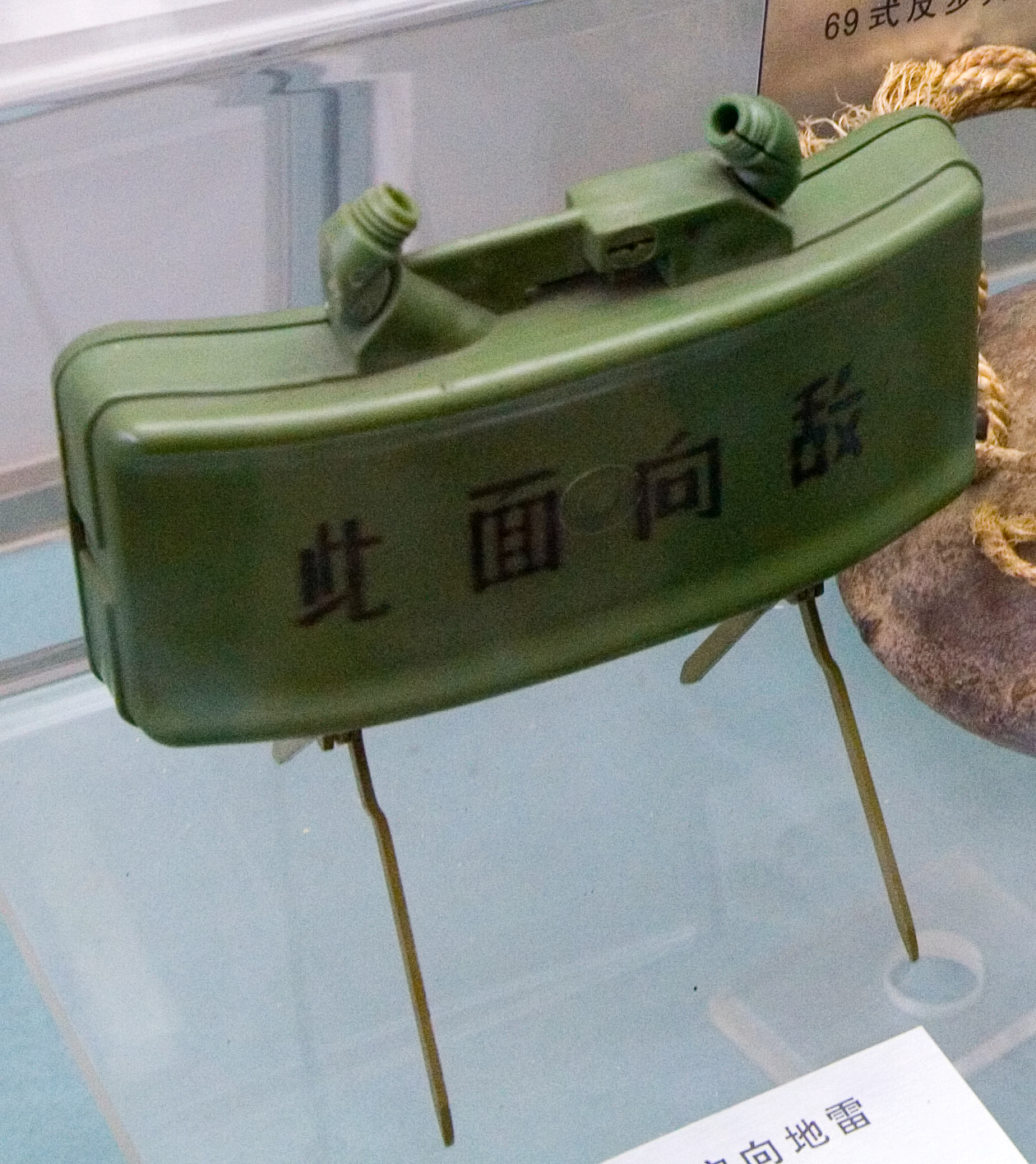
66式人員殺傷雷

地雷（landmine）是一种放置在地面或地面附近的爆炸装置，当人、动物或车辆出现、 靠近或接触时就会爆炸造成无差别杀伤。地雷在冲突结束后多年仍持续对社区造成伤亡。

## 歷史[1]
人類最早使用這類被動性殺傷武器的紀錄可以回溯至宋朝。1277年，在一次城池攻防戰中，防禦的宋兵用埋好的爆炸物抵抗蒙古人。明朝時期（據說為名將戚繼光在北方防禦俺答汗時所發明），地雷被大量使用。著名的《火龍經》即編寫並出版于明朝。在西方，直到16世紀開始使用地雷，使用者是一位名叫佩德羅·納瓦羅（Pedro Navarro）的西班牙士兵。
第一個現代化地雷是在美國內戰中製造出來的。1862年，南方军加布里埃爾·雷恩將軍（General Gabriel J Rains）從簡單的餌雷爆炸陷阱獲得靈感，在約克鎮戰役中開發了地雷，以守衛人數較少的聯邦軍陣地。德國軍隊隨後的第一次世界大戰裏逐漸完善了雷恩的設計，徹底改變了戰爭。後來，地雷很快被其他軍隊複製。
在第二次世界大戰中，德國人發明了S型地雷，又稱跳雷。因為當它被觸發時，它會飛到空中一米，爆炸並且把彈片彈射到四面八方。美國的克萊莫地雷（Claymore landmine）是在其外殼上蓋上的“正面朝向敵人”的字樣。它可以遠程控制並朝一個方向爆炸，像獵槍一樣噴射彈片。

## 使用
地雷在戰爭中被用來阻礙對方的軍隊前進，讓防守一方能以更少的兵力扼守通道。由於埋下的地雷在戰爭之後會繼續殺害無辜的平民，現時已有144個國家禁止使用及擁有反步兵地雷。但是一些國家，包括美國、俄羅斯、中華人民共和國及芬蘭等仍然沒有禁止地雷的使用。

## 種類
地雷按種類可分為殺傷人員的反步兵地雷（Anti-personnel mines人員殺傷雷，缩写为AP），和破壞車輛的反坦克地雷（Anti-vehicle mines 反载具地雷，缩写为AV）。反步兵地雷通常由人員的腳造成的壓力引爆，但亦有以線索引爆的詭雷。反坦克雷通常可以被磁力引爆。最先進的反坦克雷更能感應辨認敵我。有些地雷同時會被傾側或按壓所引爆，以增加對方掃雷的難度。地雷的設計盡量減少使用金屬，以避過金屬探測器的發現。
地雷的價格非常便宜，如美国BLU-43 龙牙反步兵地雷大小如手掌，以塑膠製造，內藏的炸藥足以炸斷人員的腳掌，不能以爆破方式排除。每個造價只為30美元左右。

## 地雷布设
地雷的部署方式主要有六种：手动布设、机械布设、车辆散布、旋翼飞机散布、固定翼飞机散布以及通过导弹、火箭和射弹布设。

### 手动布设
人工的手动布设这需要很长时间，但可以确保地雷的位置正确，伪装良好。

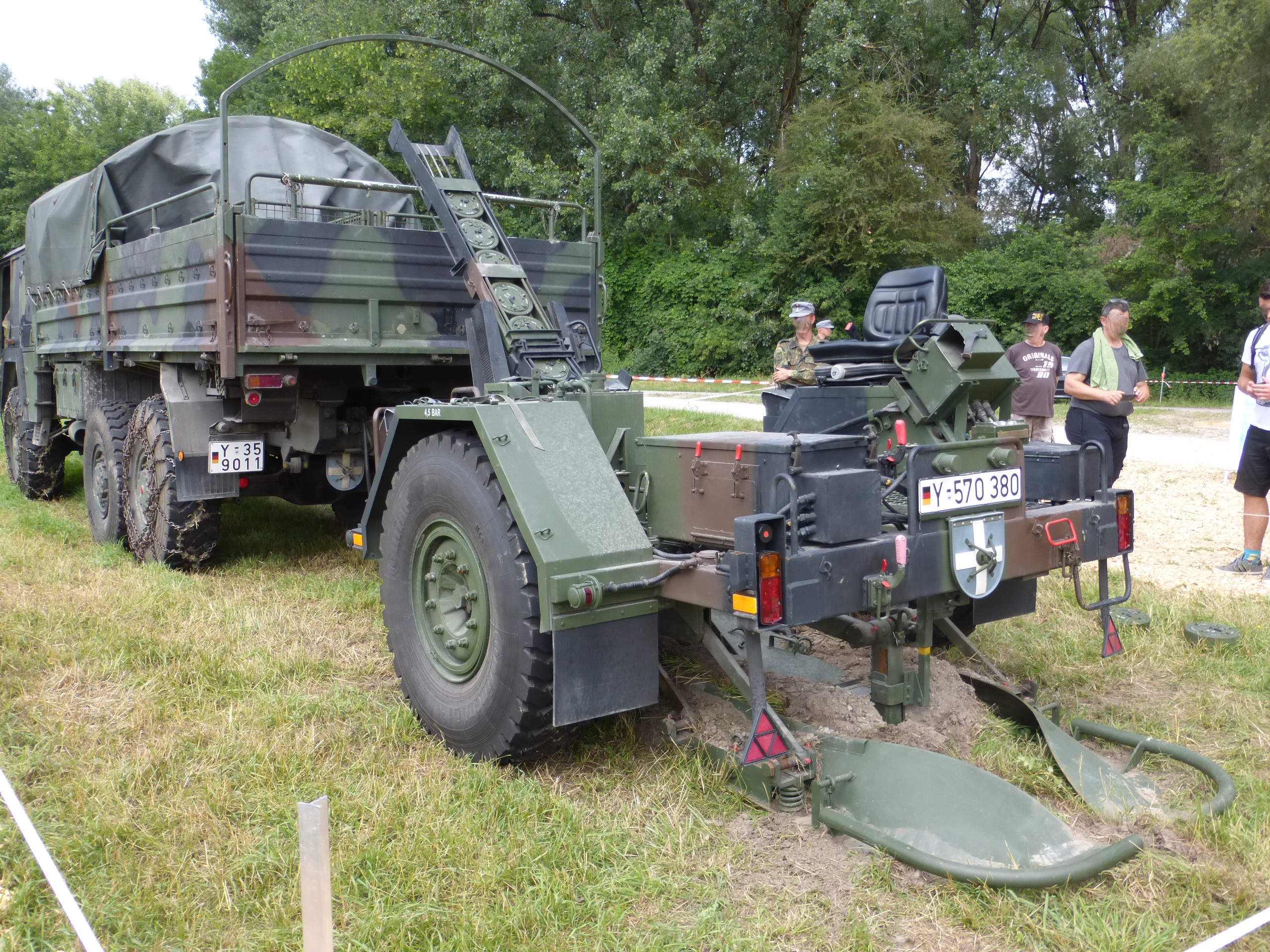
瑞典FFV 028地雷的机械布雷系统

### 机械布设[4]
可以使用布雷机以机械方式布设地雷，效率比人工高很多，但是会在地面留下明显的痕迹。

### 车辆散布
可以使用专门设计的车辆布设地雷： 这非常快，可以同时布设大量地雷， 但它们通常会随机散布在地面上。如美国的火山布雷系统，波兰的Baobab-K布雷系统。

### 旋翼飞机散布

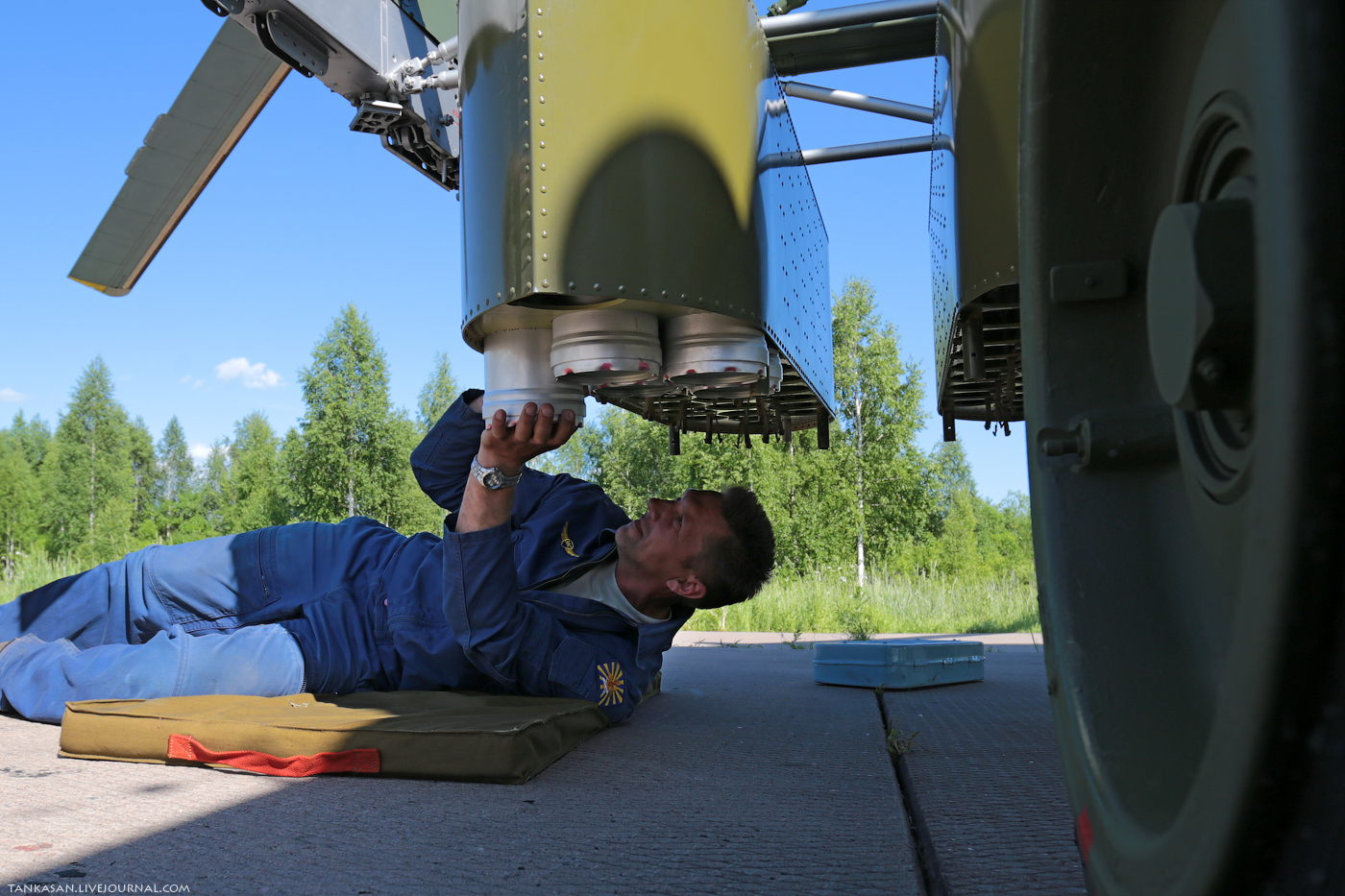
MI8MT直升飞机正在装填ВСМ-1系统

旋翼直升机也可以撒布地雷,.这意味着通常没有军用雷区或标记。如苏联开发的直升机布雷系统。

### 固定翼飞机散布[6]

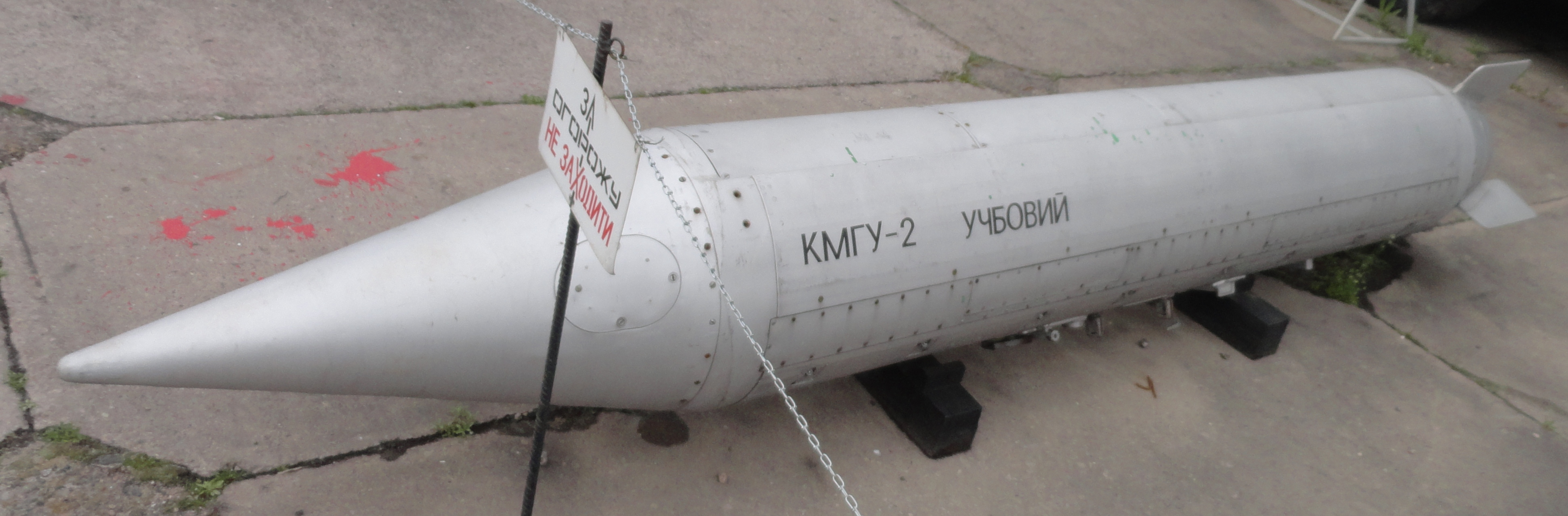
苏联开发的适用于战斗机的航空布撒器KMGU，可携带并投放PTM-1地雷

固定翼飞机可以撒布地雷， 飞机撒布器或集束炸弹可以非常迅速地撒布到小面积或大面积区域。如德国MW-1，英国JP233，以及苏联KMGU。

### 导弹、火箭和射弹布设

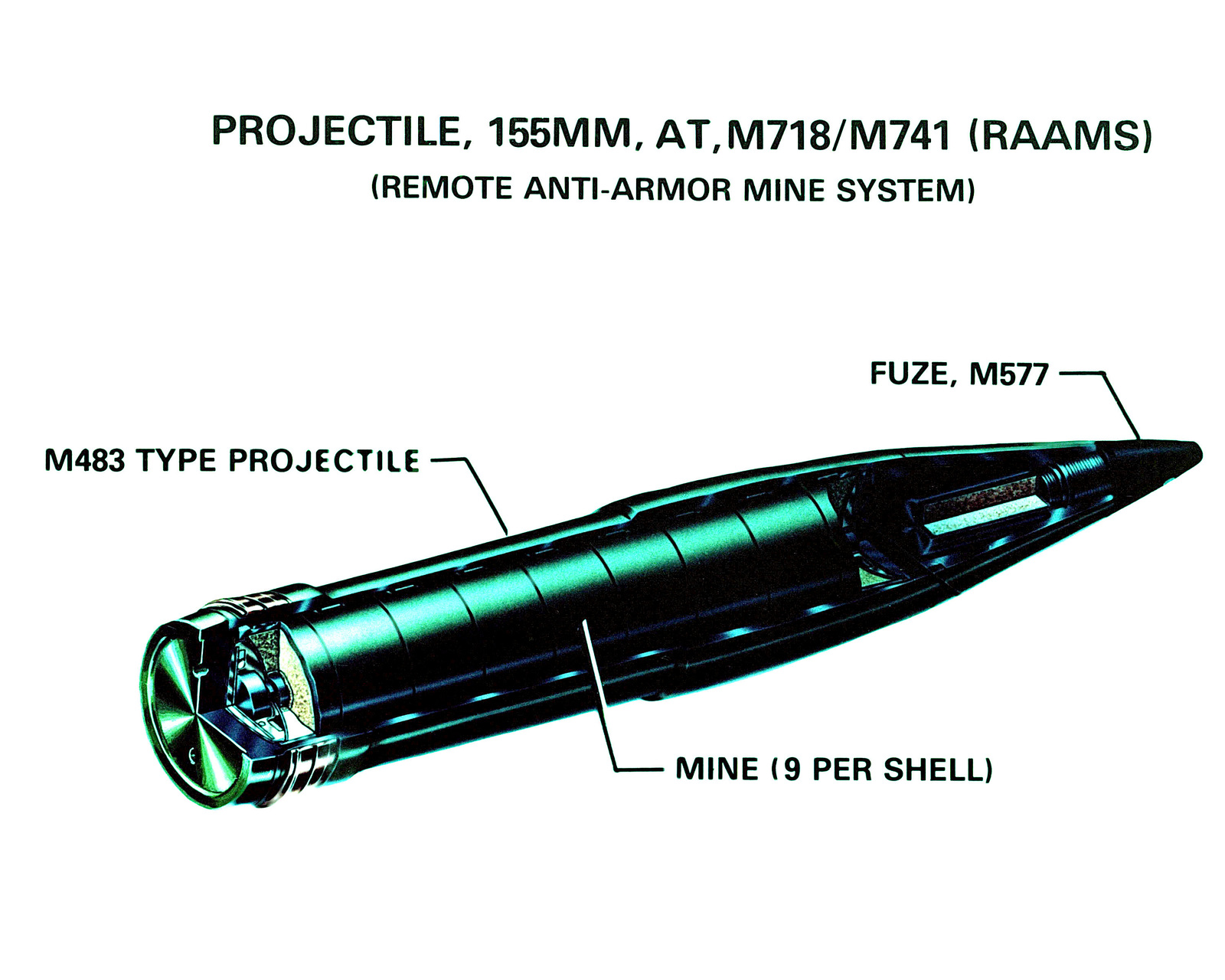
美国遥控反装甲地雷系统（RAAMS）是一种155 毫米榴弹炮弹，每种弹丸内装有 9 枚反坦克地雷。

导弹、火箭和射弹会将地雷其直接投置在敌方装甲车前进方向，以在指定时间内阻止或延迟进入指定区域。这可能在没有任何警告的情况下撒布到大面积区域。如美国的遥控反装甲地雷系统（RAAMS）。

## 扫雷[8]
相反，掃雷不但成本甚高，而且難度大，需時很長，亦非常危險。常見的掃雷辦法包括有：
- 手動掃雷：掃雷人員慢慢爬進雷區，以小刀或鐵枝插入泥土找尋硬物。亦有以金屬探測器協助找尋。
- 動物掃雷：以狗或其他動物嗅出地雷的炸藥。現正研究以體重較輕的鼠類動物幫助找尋地雷。
- 植物掃雷：利用大部分火藥類物質大都擁有高度的氮元素含量之特性，植物學家利用基因改造方式嘗試培養一種生長快速、吸收到大量氮元素之後就會變色的植物，廣植於可能埋有地雷的地區，待植物長出後就能輕易地調查出何處的地底下有較高的氮含量，進而尋找到可能的埋雷位置。

當發現地雷後，排雷的方法有：
- 人工排除（有時會輔以遙控操作的機器人等設備）。
- 以炮火向雷區轟擊。
- 以高防護力的裝甲車輛，例如加裝掃雷犁的坦克車、堆土機或掃雷專用的拖車壓過雷區。有時會在車前裝上滾動轉輪，以鐵鏈鞭打地面引爆地雷。
- 以爆破筒引爆，炸出通道。

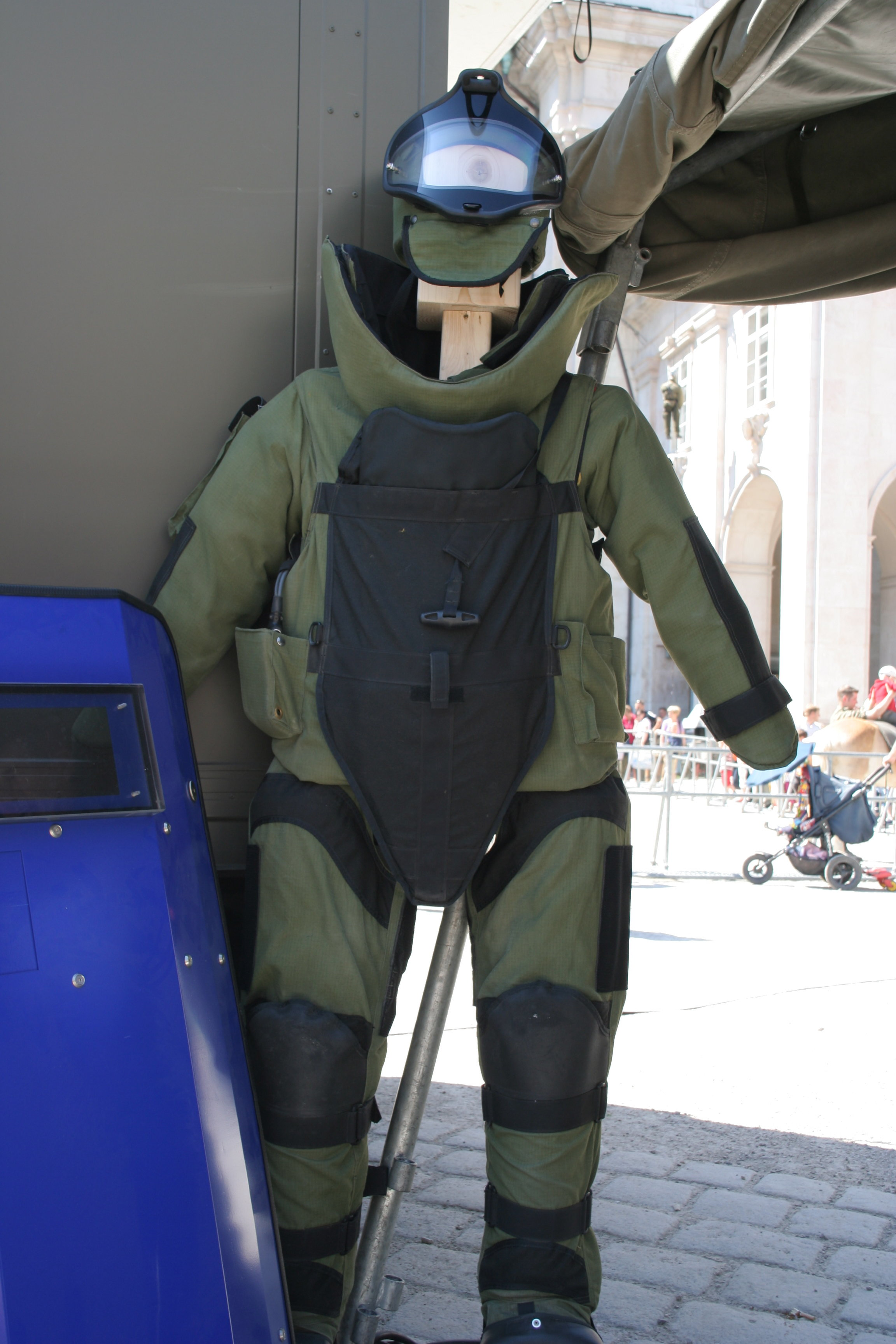
排雷裝
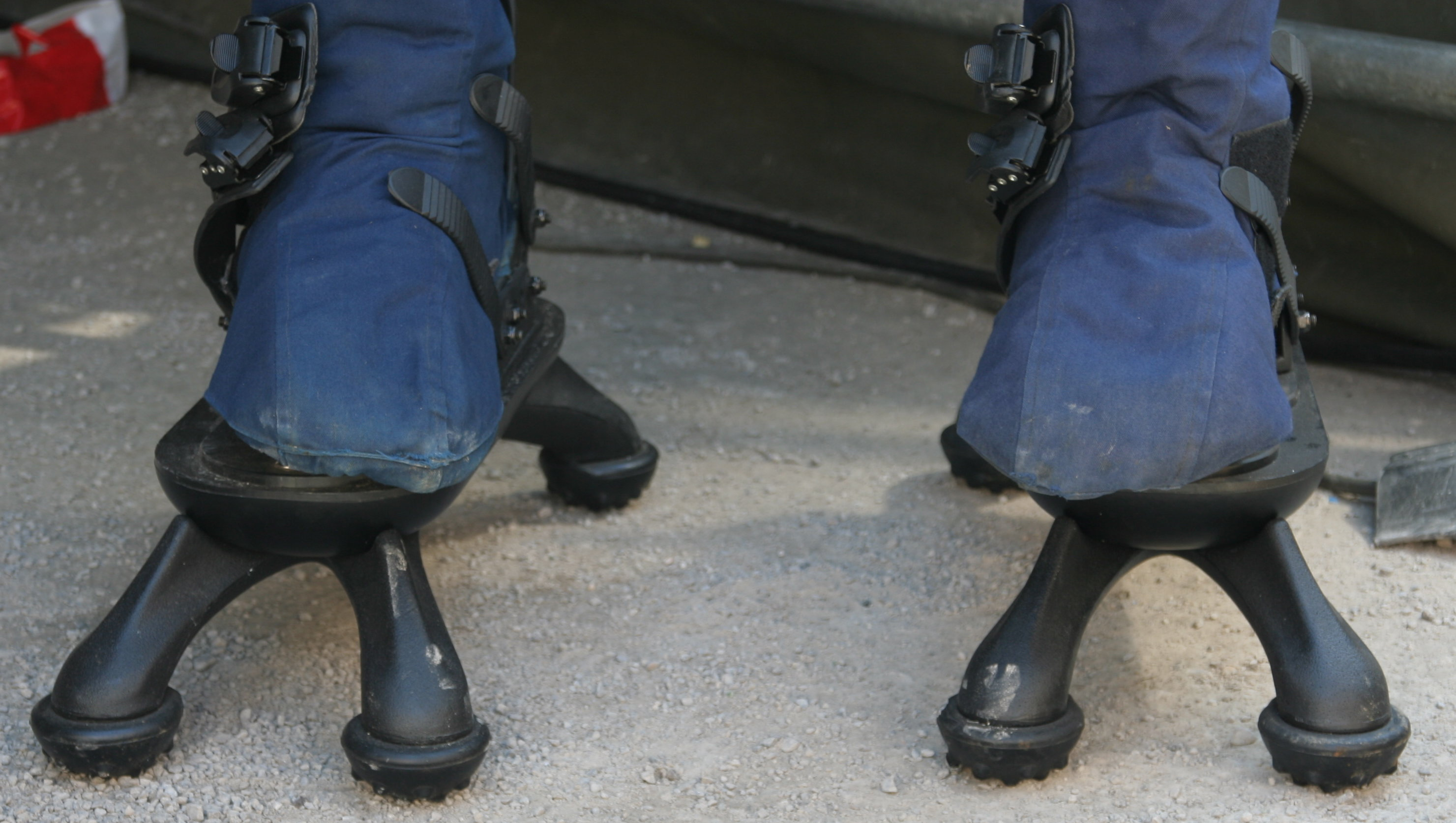
排雷靴
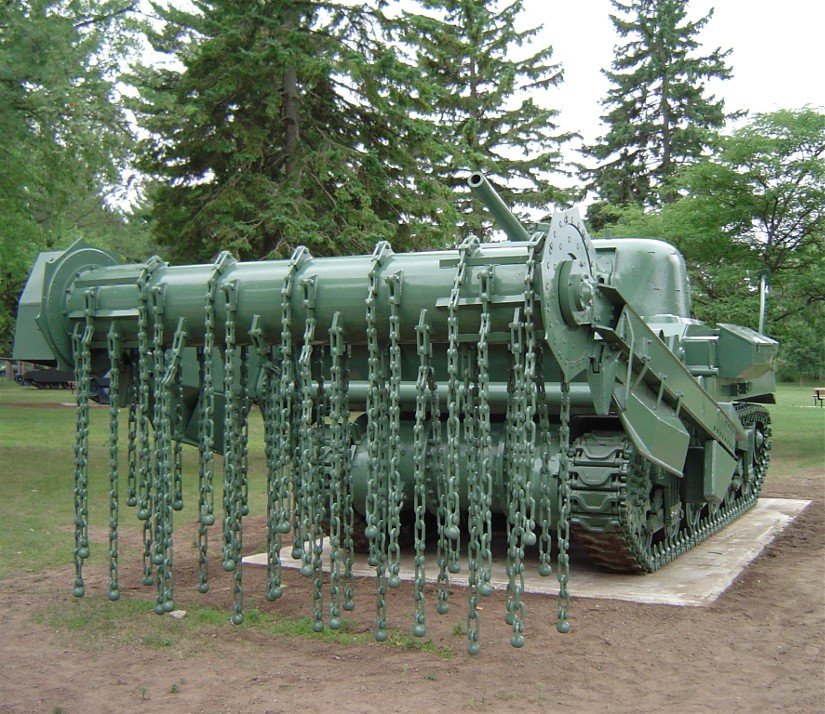
裝有滾動轉輪、以鐵鏈清理地面排雷的M4A4
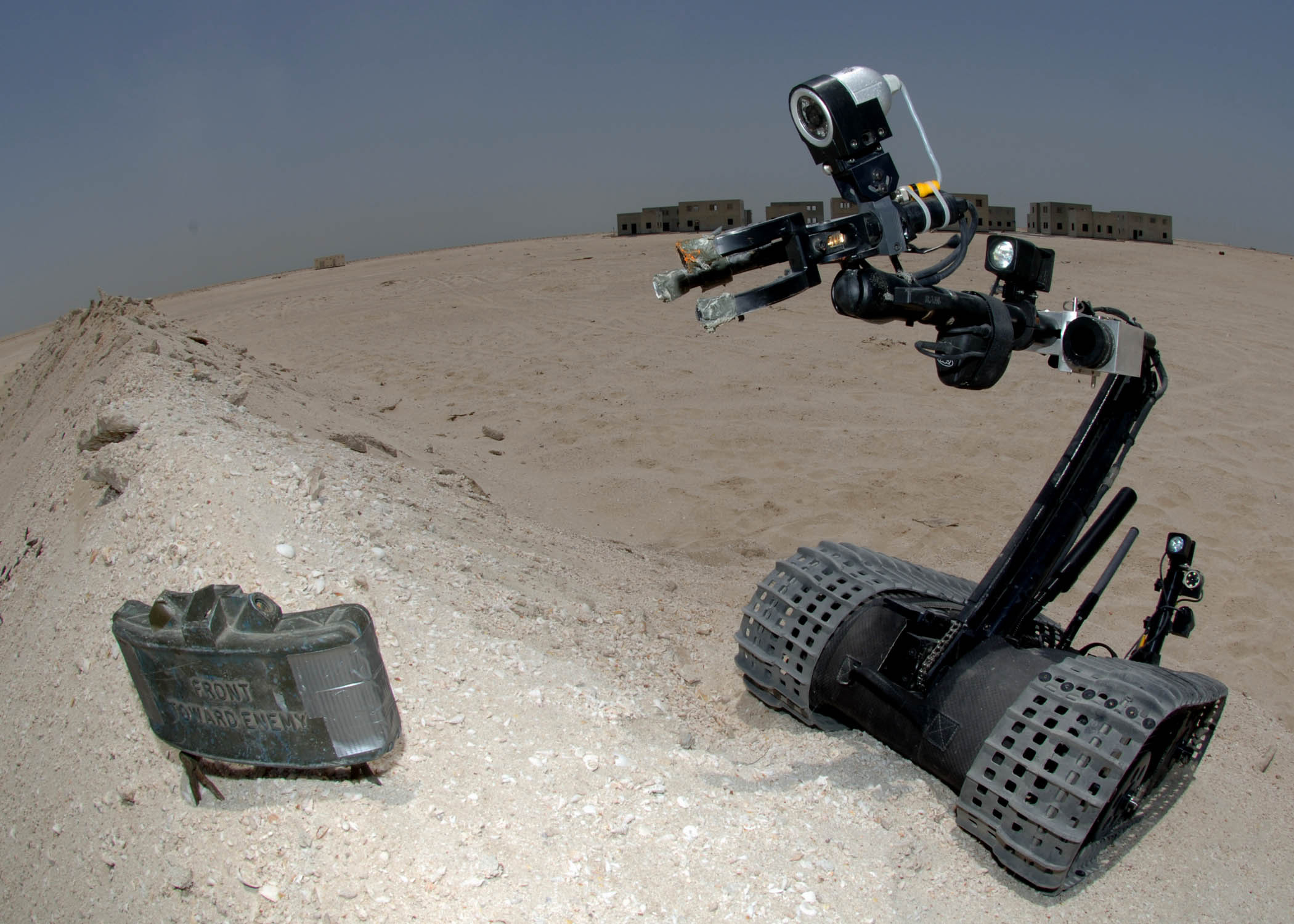
除雷機器人與克萊莫人員殺傷雷

## 禁止地雷的国际人道法与条约

渥太華條約批准國（藍色）

正確來說，反步兵地雷應該是「反人員地雷」。在戰爭過後遺留下來的反人員地雷所殺傷的平民，比它們在戰爭中所殺的步兵還要多。據統計，單在柬埔寨戰後便有35,000人被地雷炸斷腳而被迫截肢。排除地雷不但危險，需時很長而且昂貴。埋有地雷的土地長時間不能使用，影響當地人的生計。一般而言，經濟上較貧困的國家根本不可能有能力進行大規模排雷工作。

### 《全面禁止杀伤人员地雷公约》（渥太华公约）
1999年生效的渥太華條約禁止生產、開發、使用、儲存及買賣反人員地雷。至2004年有152個國家簽署，144國通過。但在主要國家中中華民國、中華人民共和國、美國、俄羅斯、印度等擁有大量地雷的國家沒有簽署該條約，英國、法國、日本、瑞典等簽署方則根據條約規定保留數千至一萬多枚地雷作研究反雷技術之用。
中華人民共和國目前并非渥太华公约缔结国，官方稱：“中方认同公约的宗旨和目标，赞赏公约体现的人道主义精神。近年来，中国以观察员身份参加公约历次缔约国会议和相关活动，并自2005年起对联大‘《渥太华禁雷公约》的执行’决议案投赞成票，体现了中国对公约的积极态度。”

### 《特定常规武器公约》第二号修正议定书和第五号修正议定书[11]
该公约于1981年4月开放签署，并于1983年12月2日开始生效。到2002年12月已有90个国家签署了该公约。《常规武器公约》第二议定书主要针对地雷、诱杀装置和其他装置的陆上使用，其中包括为封锁水滩、水道渡口或河流渡口而布设的地雷，但不适用于海洋或内陆水道中反舰船雷的使用。
《禁止或限制使用某些可被认为具有过分伤害力或滥杀滥伤作用的常规武器公约》（CCW）于2001年12月21日经修订，通常被称为《特定常规武器公约》（CCW）。该公约的目的是禁止或限制使用被认为对战斗人员造成不必要或不合理的痛苦或对平民造成滥杀滥伤的特定类型武器。公约本身只包含一般性规定。所有禁止或限制使用特定武器或武器系统的规定都是公约所附议定书的目的。1980年《特定常规武器公约》的两项议定书与排雷行动有关。经修订的第二号议定书涉及地雷、诱杀装置和其他装置，第五号议定书涉及战争遗留爆炸物（ERW）问题。
第二号议定书于 1996 年 5 月 3 日得到修订，经修订的第二号议定书于 1998 年 12 月 3 日生效。截至 2018 年 8 月，经修订的第二号议定书已有 104 个缔约国同意受该议定书约束。虽然经修订的议定书并未完全禁止地雷，但它禁止使用及转让不可探测的杀伤人员地雷；禁止在围栏、监视和标记区域外使用非自毁和非自失能地雷；禁止向平民布设地雷和诡雷；它要求冲突各方在冲突结束后清除地雷和诡雷。各国还必须在其管辖范围内强制遵守其规定；并要求对违反规定的行为进行刑事制裁。近年来，经修订的第二号议定书下的讨论也越来越多地涉及与简易爆炸装置有关的问题。
《第五号议定书》于2003年11月28日由《公约》缔约国会议通过，是第一部处理未爆炸和遗弃弹药问题的国际文书，旨在消除此类战争遗留问题对需要发展的民众以及在实地帮助他们的人道主义援助工作者造成的日常威胁。根据《第五号议定书》，缔约国和武装冲突各方必须采取行动清除、拆除或销毁战争遗留爆炸物，并记录、保留和传递与使用或遗弃爆炸性弹药有关的信息。各国还有义务采取一切可行的预防措施，保护平民和人道主义特派团及组织。有能力这样做的国家应在标记、清除、拆除、销毁和受害者援助等方面提供合作和援助。
中華人民共和國政府1981年9月14日在联合国总部签署该公约，1982年4月7日交存批准书，1983年12月2日生效。但同时指出：公约没有规定对违约行为进行监督和核查，这影响了公约的约束力；有关《禁止或限制使用地雷（水雷）饵雷或其他装置的议定书》并未体现既能严格限制侵略国在他国领土上使用此类武器，同时又充分保障被侵略国采取必要的自卫手段的权利；《禁止或限制使用燃烧武器议定书》没有提到对战斗人员限制使用。此外，公约及议定书的中文本的文字被認為不够精确和通顺。对这些不足之处，中国政府希望在适当时候能予改进。

### 集束弹药公约
《集束弹药公约》于2008年5月30日在爱尔兰都柏林通过，并于2010年8月1日生效。截至2018年3月，该公约已有103个缔约国同意受其约束。
《集束弹药公约》禁止一切使用、生产、储存和转让集束弹药的行为，并规定各国清理受影响地区和销毁储存的集束弹药的最后期限，其中包括有关援助集束弹药事件受害者的条款。
2015 年 9 月， 《杜布罗夫尼克行动计划》在《公约》第一次审议大会上获得缔约国一致通过，其中列出了 2015 年至 2020 年实施《公约》的具体步骤。

### 《残疾人权利公约》
联合国在排雷行动中的应对措施采用这种基于人权的方法来支持受到爆炸危险影响的幸存者。
《残疾人权利公约》及其《任择议定书》（A/RES/61/106）于2006年12月13日通过，并于2008年5月3日生效。截至2018年8月，已有177个缔约国同意受该公约约束。
《残疾人权利公约》的通过预示着一个重大转变，即从将残疾人视为接受医疗和社会保护的“客体”，转向将他们视为拥有权利的“主体”，并在主张这些权利的过程中，作为社会的积极成员为自己的生活做出决定。
作为一项人权文书，《残疾人权利公约》对残疾人进行了广泛的分类，并重申所有类型的残疾人均应享有所有人权和基本自由。《残疾人权利公约》明确并限定了各类权利如何适用于残疾人，并确定了必须作出调整以使残疾人有效行使权利的领域，以及残疾人权利受到侵犯的领域，以及必须加强对权利保护的领域。

## 地雷所帶來的問題
有鑑於地雷不分敵我造成戰區軍民死傷與殘疾的危害，國際間促成了「反地雷運動」，呼籲限制地雷的生產與使用。红十字国际委员会于20世纪70年代呼吁对杀伤人员地雷予以全球性的禁止。该组织的呼吁得到了各国红十字会和红新月会的声援，并引起了国际禁雷运动组织的注意。國際反地雷組織是其中一個積極投入反地雷運動的國際公益團體，该组织最早发出了类似的呼吁。

### 中南半岛
越戰時期，美越雙方部署大量地雷、詭雷，分布在越南、寮國、柬埔寨一帶，造成嚴重死傷，而受到地雷炸斷四肢的美軍士兵負傷返國後，積極投入反戰運動與反地雷運動，而美國時任總統尼克森迫於強大輿論壓力，下令美軍撤出越南，並以戰敗收場。後來的柬越戰爭與中越戰爭中，交戰方都有用上地雷。
越戰以來一直存在的地雷問題，使得現今很多越、柬、寮國人民無端被地雷炸到導致嚴重死傷，最終聯合國介入了越戰戰區地雷的排雷工作，並有顯著的進展。

### 金門
在金門地區，為了防止解放軍登陸，國軍在海岸大量部署了地雷，雷下有雷，雷旁有雷。自從八二三砲戰後，金門與對岸的戰火逐漸平息，岸邊埋設的地雷逐漸過期與鏽蝕，從未在反登陸戰發揮作用的地雷，反變成對當地居民不定時炸彈，孩童誤傷事件頻傳。近年來國軍排雷大隊積極在金門進行除雷工作，以解決老舊地雷隨時會傷人的危險。金門全面排雷7年，清除各式雷彈9萬5806枚，於2014年全面清除完畢。

### 德國
東德在1961年興建了柏林圍牆後，為了更進一步達到針對逃亡西柏林的東德人的具體恫嚇與阻絕效果，東德國家人民軍與史塔西（秘密警察）除了在東西柏林邊界廣設崗哨外，並在柏林圍牆附近部署了大量地雷。在兩德統一即將到來的時刻，東德末代領導人昂纳克被推翻，東德臨時政府將柏林圍牆附近的地雷全部清除，雙方人民共同將柏林圍牆拆毀，完成象徵意義的統一。

### 朝鮮半島
在南北韓交界處的三十八度線上，雙方在非軍事區以及共同警備區部署了估計總數佈下200萬枚的地雷，使得當地成為世界上地雷分布密度數一數二高的地區。

### 非洲
如戰亂頻仍的衣索比亞、塞拉利昂、賴比瑞亞等地，地雷濫用的結果造成許多軍民肢體殘缺，而聯合國也介入了戰區的排雷工作。

### 古巴
美軍位於古巴關塔那摩灣的海軍基地與關塔那摩灣拘押中心，由於位處被美國視為敵國的古巴境內，美方擔心古巴以武力收復關塔那摩灣，因此在周圍部署了十餘公里長的雷區。

### 乌克兰

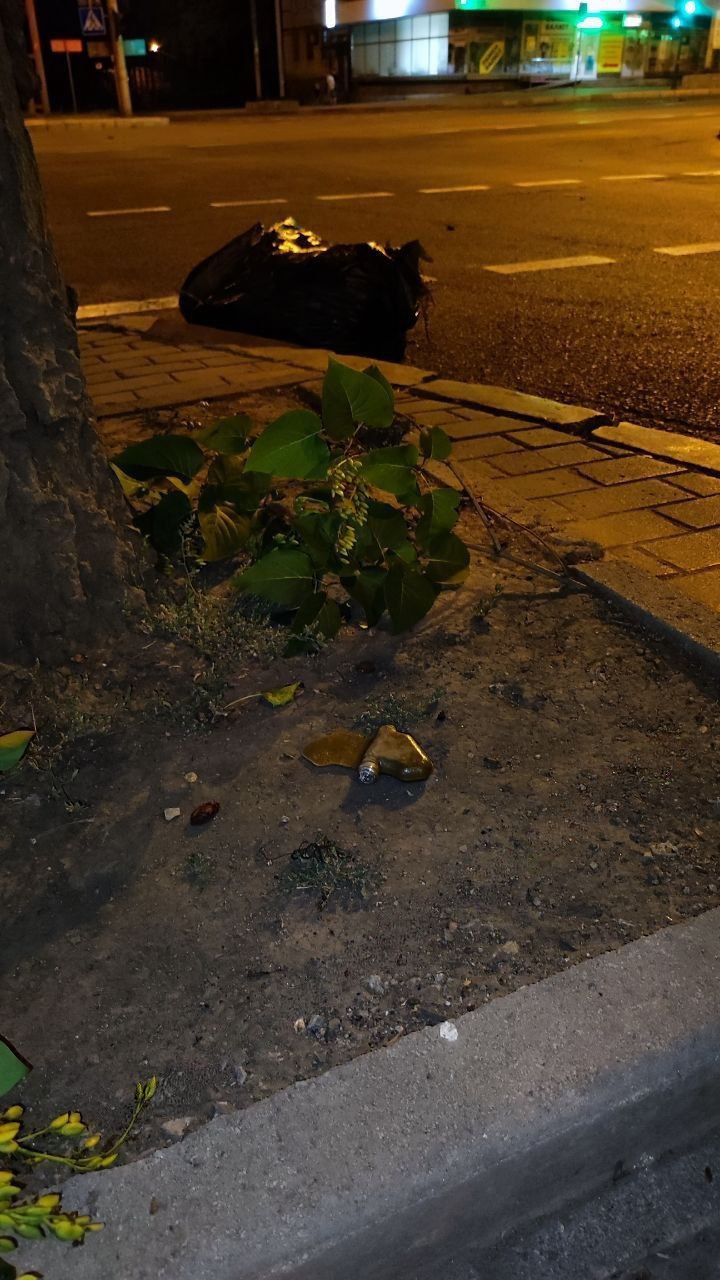
顿涅茨克市的一枚PFM-1地雷（俗称“蝴蝶雷”），俄占顿涅茨克当局提供照片

在俄乌战争期间，双方使用了地雷用于防御，特别是苏罗维金防线上，俄军布设了大量地雷。

## 相关国际组织

### 联合国排雷行动处[16]
UNMAS 成立于 1997 年，作为联合国地雷行动协调中心，支持联合国的愿景，即“一个没有地雷和未爆弹药威胁的世界，个人和社区生活在有利于发展的安全环境中，地雷幸存者完全融入了他们的社会。UNMAS 与其他 11 个联合国部门、机构、方案和基金合作，以确保对地雷和战争遗留爆炸物（包括集束弹药）问题做出有效、主动和协调的反应。

## 比喻用法
由地雷「平時看不見，踩到會爆炸」的性質，引伸出許多「暗藏危險、碰不得」的比喻用法。指無法簡單識破，置之不理會有朝一日突然引爆並帶來禍害的問題。
- 地雷公司 - 企業體質不佳、勞動條件刊載不實等的問題公司[17]。
- 地雷股 - 財務報表造假，價值與事實不符的上市公司股票。投資人若不謹慎檢查報表，將招致嚴重損失[18]。
- 地雷專利 - 自行開發申請、透過併購而來、或購買取得的專利，有潛在危險性但不知何時會爆發[19]。當專利內容與他者發生利益衝突，便可能吃上官司。
- 地雷作品 - 遊戲、書籍、電影等在購入、觀賞前無法得知內容，商品內容不符合宣傳或評論介紹、內容粗劣的作品。
- 地雷玩家 - 在网络围棋领域，通常用来指刻意隐藏自身实力（例如注册远低于自身水平的段位数）的玩家。
- 路上的「地雷」 - 在某些情況下也會把地上或馬路上流浪狗或寵物犬排泄留下而未清理的糞便戲稱為「地雷」[20][21]。